# Storbritannien i olympiska sommarspelen 1964
Storbritannien deltog med 204 deltagare vid de olympiska sommarspelen 1964 i Tokyo. Totalt vann de fyra guldmedaljer, tolv silvermedaljer och två bronsmedaljer.

## Medaljer

### Guld
- Ken Matthews - Friidrott, 20 kilometer gång.
- Lynn Davies - Friidrott, längdhopp.
- Ann Packer - Friidrott, 800 meter.
- Mary Rand - Friidrott, längdhopp.

### Silver
- Basil Heatley - Friidrott, maraton.
- John Cooper - Friidrott, 400 meter häck.
- Maurice Herriott - Friidrott, 3 000 meter hinder.
- Tim Graham, Adrian Metcalfe, John Cooper och Robbie Brightwell - Friidrott, 4 x 400 meter stafett.
- Paul Nihill - Friidrott, 50 kilometer gång.
- Ann Packer - Friidrott, 400 meter.
- Mary Rand - Friidrott, femkamp.
- Bill Hoskyns - Fäktning, värja.
- John Russell, Hugh Wardell-Yerburgh, William L. Barry och John James  - Rodd, fyra utan styrman.
- Keith Musto och Tony Morgan - Segling, Flygande Holländare.
- Robert McGregor - Simning, 100 meter frisim.
- Louis Martin - Tyngdlyftning, 90 kg.

### Brons
- Janet Simpson, Mary Rand, Daphne Arden och Dorothy Hyman - Friidrott, 4 x 100 meter stafett .
- Peter Robeson - Ridsport, hoppning.